# Juan de Palafox
Juan de Palafox y Mendoza (Fitero, 24 de junio de 1600-El Burgo de Osma, 1 de octubre de 1659), obispo español, ejerció su obispado de Tlaxcala (Nueva España) con sede en Puebla de los Ángeles y más tarde en Osma. Desempeñó asimismo el cargo de consejero del Consejo Real de Indias entre 1633 y 1653, virrey y Capitán General de Nueva España.
Fue beatificado en El Burgo de Osma el 5 de junio de 2011, por el cardenal Angelo Amato.

## Biografía
Como cuenta José María Blanco White, Juan de Palafox:
Era hijo ilegítimo de don Jaime de Palafox y Mendoza (marqués de Ariza) y de una mujer de ilustre familia que, para ocultar su estado, se retiró al balneario de Fitero, en Navarra, y al dar a luz el 24 de junio de 1600, para evitar el escándalo, tomó la depravada resolución de ahogar al niño en el cercano río. Pero la mujer encargada del infanticidio fue descubierta y el niño se salvó y fue criado por un viejo servidor de la casa de Ariza hasta que su padre, al volver de Roma, lo ayudó y lo envió a las Universidades de Alcalá y Salamanca. Su madre se hizo monja en la Orden de las Carmelitas Descalzas.
Así pues, nació en Fitero (Navarra) y fue educado y mantenido por una familia humilde durante seis años, aunque finalmente fue reconocido por su padre y pudo estudiar en Alcalá de Henares y en Salamanca. En 1626 fue presentado al Conde-duque de Olivares y fue designado diputado de nobleza en las cortes de Monzón. Poco después, obtuvo el cargo de fiscal de los Consejos de Guerra e Indias. Don Jaime de Palafox y Cardona fue sobrino suyo.
Tan fuerte impresión le causaron la enfermedad de una tía paterna suya, el entierro de dos hombres ilustres y la devoción de su madre que decidió ordenarse sacerdote y lo eligieron capellán de la reina de Hungría, María Ana de Austria, hermana de Felipe IV, a quien acompañó en varios viajes por Europa (Italia, Alemania, Flandes y Francia).
En 1639 fue escogido en Madrid por el Rey como Obispo de Tlaxcala (cuya sede era la ciudad de Angelópolis o Puebla de los Ángeles), siendo confirmado por el papa Urbano VIII el 27 de octubre de ese mismo año. Se distinguió por sus esfuerzos en la protección de la población indígena, prohibiendo emplear cualquier método de conversión que no fuera el de la persuasión, y por sus roces y enfrentamientos con los privilegios de los jesuitas, que al cabo obligaron al rey a llamarlo a España y nombrarlo obispo de Osma.
Fue nombrado también visitador general. Más tarde, en 1640, cuando estalla la Guerra de Restauración portuguesa, aprovecha la relación familiar entre el Virrey Diego López Pacheco y Portugal, duque de Escalona y marqués de Villena, y el autoproclamado rey de Portugal, Juan IV, para poner en duda la fidelidad del Virrey a su Rey en Madrid. Tras meses de deliberación en Madrid, Palafox recibió en Puebla reales cédulas secretas que le daban el poder de deponer al duque de Escalona, y ocupar provisionalmente los cargos de Arzobispo de México y Virrey de la Nueva España. En secreto, entró en la Ciudad de México y se puso en contacto con miembros de confianza de la Audiencia y el Ayuntamiento, la noche del 9 de julio de 1642 mandó arrestar al duque de Escalona, quien se refugió en el Convento de Churubusco. Hecho lo anterior, confiscó y remató sus bienes y lo remitió a España.

### Palafox, virrey de Nueva España
Durante este período, Juan de Palafox ocupó temporalmente el cargo de virrey de Nueva España, en funciones desde el 10 de junio al 23 de noviembre de 1642. En este breve periodo, apoyó el acceso de los criollos a los cargos públicos, propuso reducir impuestos para fomentar la economía y defendió el comercio entre colonias, hasta entonces muy restringido; expulsó a los portugueses (sospechosos de deslealtad debido a la rebelión de independencia de Portugal) de las minas y las costas; levantó 12 milicias para la defensa, pues temía que pudieran propagarse las revoluciones de Portugal y la de Cataluña; realizó un masivo auto de fe, con la ejecución de 150 herejes y criptojudíos, 50 de los cuales eran mercaderes portugueses. Asimismo formó las ordenanzas para la Universidad, la Audiencia y los abogados.
Como obispo de Puebla fundó el convento de religiosas dominicas de Santa Inés; redactó constituciones para el seminario de San Juan y erigió los colegios de San Pedro (para gramática, retórica y canto llano) y el de San Pablo (para grados académicos) al que dotó de una excelente biblioteca, hoy llamada Palafoxiana. Creó el colegio de niñas dedicado a la Purísima Concepción y dedicó sus mejores esfuerzos a terminar la Catedral, que consagró el 18 de abril de 1649.
Vacante la sede metropolitana por la muerte de Feliciano de Vega y Padilla (1641) mientras viajaba desde Acapulco, el cabildo eclesiástico lo eligió arzobispo de México el 12 de noviembre de 1643.
Su defensa de la jurisdicción episcopal es un capítulo que sólo puede entenderse teniendo presente la responsabilidad del Obispo como ejecutor de las disposiciones del Concilio de Trento. El gesto de la designación de conservadores (mayo de 1647), que llegaron a declarar Sede vacante con el Obispo presente en el territorio, haciendo caso omiso de tres provisores designados legítimamente para suplirle en caso de ausencia, revestía una gravedad tal, que, según diagnosticaba Palafox, amenazaba la estructura misma de la Iglesia.
Sobre el tema escribió Palafox mucho y muy claro, obligado a contrarrestar la propaganda de sus adversarios. Sin embargo, en la historiografía eclesiástica, su versión ha tenido menos eco que la contraria.
A causa de no ser aceptado por los regulares a sujetarse a visita y examen, conforme lo disponían varias cédulas reales, Palafox nombró 36 curas regulares y erigió otras tantas parroquias.
Debido a su papel en el contencioso mencionado, encontró la hostilidad de los jesuitas (1645), lo que motivó su gran animadversión hacia ellos. En dos ocasiones (1647 y 1649) manifestó mediante quejas formales ante el papado de Roma sus desavenencias. Inocencio X, sin embargo, rechazó estimar sus censuras, y todo lo que pudo obtener fue un informe de 14 de mayo de 1648 que instaba a los jesuitas a respetar la jurisdicción episcopal. Palafox también tomó una postura antijesuita en la disputa de los ritos chinos, argumentando la tolerancia de los jesuitas hacia los chinos quienes, después de su conversión al catolicismo, aún practicaban los rituales tradicionales de adoración de sus ancestros como equivalentes a herejías. El académico costarricense Ricardo Martínez Esquivel ha argumentado que, aunque Palafox efectivamente tenía jurisdicción como obispo en algunas misiones asiáticas, su posición en esta controversia estaba más bien motivada por su generalizada actitud antijesuita. En 1653 los jesuitas consiguieron por fin su traslado a España. En Puebla, fue sustituido por el obispo Nicolás Guzmán Briceño por 1647, descendiente de conquistador Francisco de Orduña por una parte, y por otra de Francisco Briceño López, gobernador de Guatemala y Presidente de la Real Audiencia de Nueva Granada.

### El virreinato de Nueva España y el fondo palafoxiano de la Real Biblioteca
Con relación a su labor de gobierno en Nueva España, como hombre de la Monarquía hispánica en un momento de máxima tensión de la misma -los años cuarenta del siglo XVII-, cuando la crisis constitucional en los reinos que la componían no sólo afectaba a Portugal o Cataluña sino también, en otro nivel, a los virreinatos de Indias, cabe destacarse la significación de la colección documental de la Real Biblioteca. Contempla diversas facetas de su gobierno virreinal con amplitud pero, sobre todo, el enfrentamiento con el clero regular y, en menor medida, cuestiones como las obras de la catedral de Puebla. Son en total veintitrés los volúmenes manuscritos que vinieron del Archivo de Simancas con motivo del proceso de beatificación del prelado que la propia Corona quería impulsar, y tras una recatalogación, en la que participó la Universidad de Alicante, se presentó dicho fondo en la Real Biblioteca en el año 2001, en un seminario científico sobre el aragonés.
Originalmente, el fondo eran ocho legajos, como consta en su Yndice de los Papeles que comprehenden los ochos Legajos tocantes al Venerable Sr. Palafox que se han trahído de Simancas por orden de S.E. en este año de 1785 -en ms. II/1668 (2)-, pero se encuadernaron los documentos en veintitrés cuerpos, hoy son veintitrés manuscritos facticios. El primero de la serie se forma básicamente con cartas a Felipe IV ya desde Nueva España, de 1641 (II/1981), el siguiente son cartas también del prelado, hasta 1654, y en el mismo hay una anotación sobre un decreto de José de Gálvez, Marqués de Sonora, sobre dichas cartas, fechada en el Real Archivo y Fortaleza de Simancas, en abril de 1773. Los siguientes volúmenes se centran en la cuestión del clero regular y el control regio, con consultas y decretos sobre ello (II/1996), documentos sobre las controversias de los jesuitas con Palafox (II/1987-89), y el conjunto incluso recoge piezas sobre estas cuestiones pero generadas con posterioridad a Palafox, como los II/2000-2001, o II/1997-99. Otros son sobre aspectos de la Visita del Obispo a la Nueva España (II/1983, 1986 y II/2002) relativos a la Real Audiencia y a otras realidades, y sobre las obras de la catedral de Puebla hay otro grupo documental, obras en las que tuvo relevancia la cuestión heráldica del escudo que estaba en el retablo de la capilla mayor, como se observa (II/1991, II/1993-95). Por tanto, globalmente, es un conjunto capital para entender los problemas del gobierno real en Nueva España a mediados del siglo XVII.

### Obispo de Osma
Al regresar a España fue nombrado obispo de Osma, donde murió a los pocos años. No era de las sedes más relevantes pero sí representativa, de hecho con anterioridad la ocuparon otros notables prelados como Honorato Juan, preceptor de Felipe II y de Don Carlos, el Príncipe de Asturias. Falleció el 1 de octubre de 1659. Sus restos están enterrados en su Catedral, en una capilla (Capilla del Venerable Palafox) proyectada por Juan de Villanueva y en la Capilla de las Reliquias de la Catedral de la Puebla de los Ángeles, de la que fue un benefactor durante su obispado. En 1666 su cuerpo estaba incorrupto.

### Causa de beatificación
Su proceso de beatificación fue incoado en la diócesis de Burgo de Osma en 1666 y en Puebla de los Ángeles en 1688. El decreto que autorizaba introducir la causa en Roma fue firmado por Benedicto XIII en 1726 y el proceso continuó bajo posteriores pontífices. Sin embargo, la invasión francesa de Roma y la captura del papa Pio VI impidió llevar a cabo la Segunda Congregación General sobre las virtudes Heroicas del Siervo de Dios.
La causa fue retomada por el papa Juan Pablo II en 1987. El 27 de enero de 2004 fue aprobada, por los consultores históricos de la Congregación para las Causas de los Santos, la positio presentada por la Postulación de la causa en los años 1998-2003. El 4 de abril de 2008 tuvo lugar, con éxito positivo, el "Congressus Peculiaris super Virtutibus"; el 2 de diciembre sucesivo tuvo lugar, con el mismo dictamen positivo, la Congregación de cardenales y obispos y el 17 de enero de 2009 fue promulgado el Decreto sobre las Virtudes.
El 26 de febrero de 2009 la Consulta médica se pronunció favorablemente sobre la inexplicabilidad de la curación del párroco de Fuentemolinos, don Lucas Fernández de Pinedo, ocurrida el 29 de noviembre de 1766 y atribuida a la intercesión de Juan de Palafox. El Congreso Peculiar de los Consultores Teólogos dio su parecer favorable el 27 de junio de 2009 y la Congregación de cardenales y obispos se pronunció unánimemente en favor del milagro el 8 de febrero de 2010; el papa Benedicto XVI aprobó la promulgación del Decreto sobre el Milagro el 27 de marzo sucesivo. Juan de Palafox y Mendoza fue beatificado el 5 de junio de 2011 en una solemne ceremonia presidida por el cardenal Angelo Amato y que tuvo lugar en la Catedral de El Burgo de Osma.
Carta Apostólica de Beatificación

Nos, acogiendo el deseo de nuestro hermano Gerardo Melgar Viciosa, Obispo de Osma-Soria, así como de otros muchos hermanos en el episcopado, y de numerosos fieles, una vez consultada la Congregación para las Causas de los Santos, con nuestra Autoridad Apostólica, otorgamos la facultad de que el Venerable Siervo de Dios Juan de Palafox y Mendoza, Obispo, heraldo infatigable del Evangelio, pastor servicial del rebaño que le fue encomendado, valiente defensor de la Iglesia, sea llamado de ahora en adelante con el nombre de Beato y que su fiesta puede celebrarse anualmente el día seis de octubre en los lugares y modos establecidos por el Derecho.
En el nombre del Padre y del Hijo y del Espíritu Santo. Amén.
Dado en Roma, junto a San Pedro, el día veintiséis de mayo, del año del Señor dos mil once, séptimo de Nuestro Pontificado.
Benedictus, PP. XVI

## Obra cultural

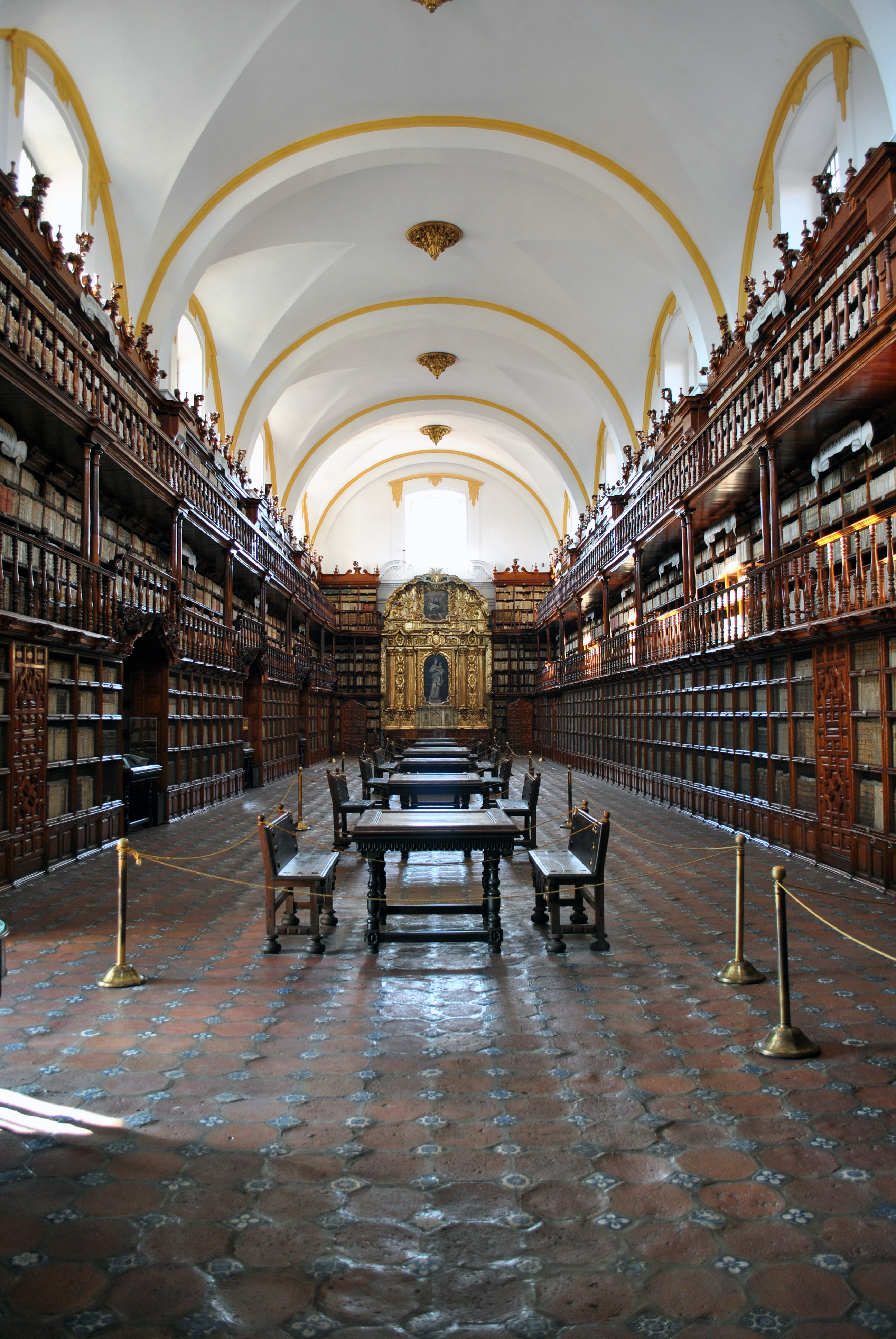
La Biblioteca Palafoxiana en Puebla, México.

Juan de Palafox fue un mecenas entusiasta, y durante su obispado en Puebla, la ciudad se convirtió en el centro musical de Nueva España. Compositores como Juan Gutiérrez de Padilla, el maestro de capilla de la catedral bajo Palafox y el compositor de siglo XVII más famoso en la Nueva España, llevaron los más novedosos estilos de música europeos al Nuevo Mundo.
Palafox creyó intensamente en la educación y la cultura, y reunió una biblioteca de cinco mil libros de ciencia y filosofía, denominada Biblioteca Palafoxiana. Fue amigo de Andrés de Uztarroz, que lo elogió como escritor en su Aganipe de los cisnes aragoneses en el clarín de la fama. A Uztarroz le escribe pidiéndole que se publique su Historia real sagrada y su Varón de deseos.
Sus obras, en 15 tomos, se imprimieron en Madrid en 1762, a iniciativa de los carmelitas descalzos. Como escritor, fue autor de obras de carácter ascético, como Trompeta de Ezequiel (Madrid, 1658). También fue elogiado por Baltasar Gracián en Agudeza y arte de ingenio (1648), en el discurso LVI, en el que alaba una obra titulada El pastor de Nochebuena y en El Discreto, XVIII.